# Русилово (Стоянцевське сільське поселення)
Русилово (рос. Русилово) — присілок в Кімрському районі Тверської області Російської Федерації.
Населення становить 127 осіб. Входить до складу муніципального утворення Стоянцевське сільське поселення.

## Історія
Від 2005 року входить до складу муніципального утворення Стоянцевське сільське поселення.

## Населення
| 2010 |
| ---- |
| 127  |